# 황성원 초상
황성원 초상(黃性元 肖像)은 대한민국 경기도 용인시, 경기도박물관에 있는 조선시대의 초상화이다. 2009년 3월 10일 경기도 유형문화재 제210호로 지정되었다.

## 지정 사유
황성원 초상은 17세기 전반 중기 공신상의 전형적 양식을 보여주는 작품으로 영사공신도상으로서는 황성원의 초상화와 아들인 황진초상만이 전해져온다.

## 개요
1627년(인조6) 장원군 황성원(?~1667)은 유효립의 모반을 고변한 공으로 갈충효성병기익명령사공신 2등에 봉해졌다. 좌안 7분면으로 모정이 낮은 사모를 쓰고 사녹색단령에 백한 흉배가 있는 상복차림으로 공수자세한 전신교의좌상이다. 다소 짙은 갈색 빛의 얼굴은 주름과 얽은 흉터까지 자세하게 묘사되어 있다. 매우 낮게 표현된 사모와 작은 얼굴, 보다 넓은 채전의 면적, 흰 소매 끝이 묘사되지 않은 점 등 조선중기 초상화가 갖는 특징이 잘 드러나 있다. 
17세기 전반 중기 공신상의 전형적 양식을 보여주는 작품으로 영사공신도상으로서는 이 초상화와 아들인 황진 초상만이 전해져온다.

## 같이 보기
- 장원군황성원부자영정 - 구 충청북도의 유형문화재 제202호
- 황진 초상 - 경기도 유형문화재 제211호

## 참고 자료
- 황성원 초상 - 국가유산청 국가유산포털